# Open GDF SUEZ des Contamines-Montjoie
L'Open GDF SUEZ des Contamines-Montjoie è un torneo professionistico di tennis giocato su campi in cemento. Fa parte dell'ITF Women's Circuit. Si gioca annualmente a Les Contamines-Montjoie in Francia.

## Albo d'oro

### Singolare
| Anno | Campionessa       | Finalista             | Punteggio           |
| ---- | ----------------- | --------------------- | ------------------- |
| 2011 | Claire Feuerstein | Anaïs Laurendon       | 7–6(4), 2–6, 7–6(2) |
| 2012 | Séverine Beltrame | Tereza Mrdeža         | 6–2, 6–2            |
| 2013 | Kristína Kučová   | Clothilde de Bernardi | 7–5, 6(3)–7, 6–3    |

### Doppio
| Anno | Campionesse                    | Finaliste                        | Punteggio           |
| ---- | ------------------------------ | -------------------------------- | ------------------- |
| 2011 | Julie Coin Eva Hrdinová        | Maria Abramović Nicole Clerico   | 6–3, 6–2            |
| 2012 | Conny Perrin Maša Zec-Peškirič | Timea Bacsinszky Estelle Guisard | 2–6, 6–4, [10–5]    |
| 2013 | Nicole Clerico Nikola Fraňková | Vanesa Furlanetto Amandine Hesse | 3–6, 7–6(5), [10–8] |